# ASU
ASU - Até Sermos Um foi um festival anual brasileiro que aconteceu, pela primeira vez, na cidade de São Paulo (Brasil), de 2016 a 2019. O ASU teve o objetivo de promover unidade entre as igrejas brasileiras.

## Edições
Sua primeira edição, em 22 de outubro de 2016, foi marcado com a presença dos cantores Pregador Luo, Gabriela Rocha, o pastor Gustavo Paiva, a atriz Maisa Silva e a YouTuber Maju Trindade, o qual aconteceu na igreja Bola de Neve, em São Paulo.
Em 2017 o evento contou com a presença de artistas do gospel entre eles: Pr.Lipão, Pr.Gustavo Paiva, Laura Souguellis, André Aquino e Alessandro Vilas Boas, como convidados o evento recebeu Maisa Silva, Maju Trindade, Fernanda Concon e Yudi Tamashiro.Aconteceu na Igreja Bíblica da Paz.
Em 2018, o evento contou com a presença dos pastores Gustavo Paiva e Felipe Parente, dos cantores André Aquino, Yudi Tamashiro, Nívea Soares, Adhemar de Campos e Alessandro Vilas Boas e convidados como Maju Trindade, Vinife Campos, Lucas Rangel e Maisa Silva e aconteceu no Ginásio do Ibirapuera.
A quarta edição do ASU foi confirmada em 22 de marco de 2019, e foi confirmada como uma turnê que rodaria o Brasil, nas cidades de Curitiba, Belo Horizonte, Salvador, Fortaleza, Goiânia, Recife e tendo como encerramento da turnê as cidades do Rio de Janeiro e São Paulo. Os shows contaram com as participações de Nívea Soares, Dunamis Sound e Gustavo Paiva. Em 23 de novembro de 2019, aconteceu a gravação de um álbum ao vivo na sede da igreja Bola de Neve, em São Paulo.

### Mudança de formato
A quinta edição do ASU, que seria no Allianz Parque, em São Paulo, no dia 5 de setembro de 2020, foi adiada para outubro de 2022, por conta da pandemia da COVID-19. A partir daí, o festival mudaria o seu formato e receberia outros artistas, além da música cristã, porém a quinta edição nunca aconteceu e Priscilla Alcantara engavetou o projeto.

## História, etimologia e pessoas
Priscilla Alcantara contou como surgiu o ASU. Ela estava em uma farmácia em um aeroporto comprando um chiclete quando teve uma visão de um lugar cheio de pessoas onde Jesus fazia o que ele queria. Alcantara então se inspirou nessa visão e criou o ASU em 2016. O título do evento é uma sigla: ASU (Até Sermos Um) o nome do álbum da artista e por o nome que representa a unidade das igrejas brasileiras. Em 2016, o evento recebeu cerca de 3 mil pessoas. Em 2017, aproximadamente 5 mil. Em 2018 foi em torno de 10 mil pessoas.

## Agenda
| Edição         | Data                   | Cidade         | Estado         | País   | Local                             |
| -------------- | ---------------------- | -------------- | -------------- | ------ | --------------------------------- |
| América do Sul |                        |                |                |        |                                   |
| #1             | 22 de outubro de 2016  | São Paulo      | São Paulo      | Brasil | Sede Bola de Neve Church          |
| #2             | 23 de setembro de 2017 | São Paulo      | São Paulo      | Brasil | Igreja Bíblica da Paz             |
| #3             | 8 de setembro de 2018  | São Paulo      | São Paulo      | Brasil | Ginásio do Ibirapuera             |
| #4             | 15 de junho de 2019    | Curitiba       | Paraná         | Brasil | C.C. ABBA                         |
| #4             | 28 de junho de 2019    | Belo Horizonte | Minas Gerais   | Brasil | Igreja Batista Getsêmani          |
| #4             | 6 de julho de 2019     | Salvador       | Bahia          | Brasil | Centro de Cultura Cristã da Bahia |
| #4             | 27 de julho de 2019    | Fortaleza      | Ceará          | Brasil | Paz Church                        |
| #4             | 10 de agosto de 2019   | Goiânia        | Goiás          | Brasil | Igreja Fonte da Vida              |
| #4             | 24 de agosto de 2019   | Recife         | Pernambuco     | Brasil | Batista do Amor                   |
| #4             | 7 de setembro de 2019  | Rio de Janeiro | Rio de Janeiro | Brasil | Igreja Batista Atitude            |
| #4             | 23 de novembro de 2019 | São Paulo      | São Paulo      | Brasil | Sede Bola de Neve Church          |

### Cancelado(s)
| Edição         | Data                  | Cidade    | Estado    | País   | Local          | Motivo     |
| -------------- | --------------------- | --------- | --------- | ------ | -------------- | ---------- |
| América do Sul |                       |           |           |        |                |            |
| #5             | 5 de setembro de 2020 | São Paulo | São Paulo | Brasil | Allianz Parque | COVID-19   |
| #5             | 22 de outubro de 2022 | São Paulo | São Paulo | Brasil | Allianz Parque | Engavetado |

## Ligações Externas
- Site Oficial